# 仇西班牙情绪
西班牙恐懼症（源自拉丁語 Hispanus，意為「西班牙」，以及希臘語 φοβία（phobia），意為「恐懼」）或反西班牙情緒，是對西班牙裔、拉丁裔和西班牙人以及西班牙文化的恐懼、不信任、憎恨、厭惡或歧視。
這一歷史現象經歷了三個主要階段：在16世紀的歐洲，當時西班牙是一個由哈布斯堡王朝主導的歐洲強國時期，再次在19世紀末爆發，主要是由於北美的領土爭端，並持續至今，與政治上具爭議性的問題密切相關，如雙語教育和來自拉丁美洲國家的非法移民問題。
在西班牙內部，由於加泰羅尼亞、巴斯克自治區和加利西亞的民族主義，身份政治非常複雜，這些都可以被認為是西班牙恐懼症觀點和話語的來源。

## 歷史

### 黑傳說
早期的仇西班牙情绪起源於西班牙帝國的影響力和西班牙宗教裁判所所在晚中世紀期間在歐洲的擴展。西班牙恐懼症隨後形成了一種被稱為“黑傳說”的民間傳說：
這個傳說最初在16世紀歐洲的宗教衝突和帝國競爭中興起。那些痛恨天主教西班牙並嫉妒其美洲帝國的北歐人出版了書籍和血腥雕版，將西班牙的殖民活動描繪為獨特的野蠻行為：一場貪婪、屠殺和天主教徒墮落的狂歡，是宗教裁判所的縮影。
黑傳說，正如西班牙歷史學家首次所稱，描述西班牙人為"非常殘酷、貪婪、背叛、狂熱、迷信、火爆、腐敗、墮落、懶惰和專制"。在殖民美洲期間，"黑傳說"影響了盎格魯裔美洲移民對西班牙從佛羅里達到加州以及整個半球的政治、經濟、宗教和社會力量的思考。 這些判斷來自歐洲人，他們認為西班牙人比其他歐洲文化更低劣。
在北美，對西班牙的恐懼症比《美利堅合眾國獨立宣言》早了近200年。歷史學家推測，北歐國家推動西班牙恐懼症，是為了正當化對西班牙在美洲殖民地的攻擊。新英格蘭人參與了恐懼西班牙的努力，以同化西班牙殖民地：
{{quote|在北美，一股深層次的西班牙恐懼瀰漫於盎格魯撒克遜文化中。...早在17世紀末，我們就發現清教徒神職人員如棉花·馬瑟和塞繆爾·舍維爾研究西班牙，目的是將其版本的新教傳入。舍維爾提到用西班牙聖經“轟炸聖多明哥、哈瓦那、波多黎各和墨西哥本土”，而卡頓·馬瑟甚至在波士頓於1699年出版了一本關於西班牙美洲的新教教義的書籍，旨在...他可能會說的西班牙本土的黑暗地區。

### 納粹德國
對於納粹黨來說，西班牙人的思想被認為與德國人格格不入，特別是因為他們的天主教信仰。 此外，有人指出，西班牙人的宗教情感對於削弱德國的立場是有用的，因為納粹對西班牙心理的蔑視。 希特勒本人曾說過："西班牙的全部內容都包含在唐·吉訶德中，一個停滯不前的社會不知道世界已經超越了它"，因為西班牙是一個由納粹厭惡的三個元素主導的停滯不前的國家；天主教會，貴族和君主制，自佛朗哥曾經是修復的承諾。哈特勒讚揚伊比利亞半島的阿拉伯統治為"文明的"，同時稱西班牙人為"懶惰"和"摩爾人的血統"；他還誹謗了天主教的伊莎贝拉一世，稱她為"歷史上最大的妓女"。 德國作家威廉·普费尔德坎普發表了許多反西班牙的文章，其中包括一篇題為《非洲從比利牛斯山脈開始》的文章。
"西班牙人民有哥特、法國和摩爾人的血統。阿拉伯統治時期是最文明、最有智慧的時期，在所有方面都是西班牙歷史上最好、最幸福的時期。而隨之而來的迫害時期，帶來了無休止的暴行。"——阿道夫·希特勒

### 美國
在20世紀初，美國的盎格魯裔美國人將優生學作為其對西班牙人的種族恐懼的基礎。在優生學家C.M.戈特的支持下，西班牙恐懼成為一個政治問題。 歷史學家大衛·J·韋伯指出："塑造了盎格魯裔美國人對西班牙人的深層恐懼的另一個情況是，他們認為西班牙裔是他們野心的障礙。" 當美國成為共和國之際，反西班牙情緒表現出一種「復發」的趨勢。西班牙被認為既是教會與國家分離的對立面，又是君主制和殖民主義的典範，這顯然與美國建國原則的根本對立加劇了敵意，最終導致了1898年的美西戰爭。 西班牙恐懼尤其在德克薩斯革命的歷史學中表現尤為明顯：
實質上，德克薩斯叛亂只不過是一場政治和經濟權力的爭奪，但早期的德克薩斯歷史學家將反對墨西哥的叛亂提升為"道德影響的崇高碰撞"，"道德鬥爭"，和"原則戰爭"。... 西班牙恐懼，特別是其對墨西哥的尖酸刻薄變體，也成為一個方便的理由，用來讓墨西哥人"守在他們的位置上"。
在20世纪的整个过程中，主要的政治和经济力量推动了来自多个西班牙语国家（如古巴、危地马拉、多米尼加共和国和墨西哥）的移民前往美国，这是因为美国拥有相对强劲的经济和稳定的政治环境。几乎所有的西班牙语移民都是罗马天主教徒，而不是美国国内多数派的新教徒。因此，一些历史学家认为，美国人现在有了一个称为“西班牙裔”的群体，这个词不仅仅是指出生在西班牙语国家的人，会说一口好或坏西班牙语的人，或者仅仅是姓氏是西班牙裔的人，而是那些认同自己为西班牙裔的人。 作为这一发展的主要衍生物，美国的西班牙裔恐惧症主要针对的是这一群体，尽管这一群体并没有明确定义或严格界定。很多根植于德克萨斯革命时期的西班牙裔恐惧症形式至今在美国仍然盛行。

### 官方英語运动
社会学家们引用了“官方英语”或英语唯一运动，以及西班牙裔恐惧症笑话和言论，作为现代西班牙裔恐惧症的一个显著例子。
“官方英语运动”因其广泛的吸引力而受到批评，这种吸引力并不是因为废除双语教育和其他双语服务会带来任何可衡量的好处。相反，它的吸引力来自于“对语言地位挑战通常会触发对国家身份和群体价值的深层感情”。
支持这一观点的人指出，官方英语运动主要通过充当一种西班牙裔恐惧症的恐吓形式来吸引公众支持。

### 移民争议
美国一些反对非法移民的论点带有排外主义和西班牙裔恐惧症色彩，其中许多论点涉及到種族淨化和优生学的概念。他们声称，这些团体对非法移民的担忧“不在于移民本身，因为过去十年移民已经减少，而在于新移民的国籍变化，即现在主要是拉丁美洲或亚洲的移民，这被视为对‘盎格鲁-撒克逊’传统的威胁”。
在2006年，亚利桑那州检察长特里·戈达德和美国联邦检察官保罗·查尔顿致函联邦通信委员会主席凯文·马丁，回应了广播主持人布赖恩·詹姆斯的以下评论：
我们称之为'移民俄罗斯轮盘游戏'，我们每周会随机选定一个晚上，在那个晚上我们将杀死任何越过边境的人。站在那边，你就会死。你可以决定今晚是否是你的幸运之夜。我认为这会更有趣。
戈达德和查尔顿称这种言论“危险且完全不负责任，特别是对于一个使用公共广播频率的持牌主体”，并表示担心这种言论会导致亚利桑那州因非法移民问题而日益加剧的紧张局势中发生暴力事件。广播主持人称这些言论是“讽刺”的，而广播电台KFYI则表示詹姆斯是在试用期间，并非该电台的正式雇员。
一位新泽西州的网络广播主持人、白人至上主义者和已定罪的重犯哈尔·特纳曾经在他的家中进行广播，并发表了类似的言论，其中一些被反诽谤联盟（Anti-Defamation League）归类为极端主义。2006年4月1日，特纳说道：
这些肮脏、疾病肆虐的、人类垃圾堆中的双腿活物太愚蠢了，难以置信……想一想，美国，如果我们把足够多的他们带到这里，他们可以为美国做到与他们为墨西哥做的一样！把我们整个国家变成犯罪横行、毒品泛滥的贫民窟……这些人是次人类。我希望那些拥有武器的人，在4月10日的示威游行中对人群使用武器。我主张在他们的集会上用机关枪将这些入侵者枪杀殆尽！